# Korunovace francouzských panovníků

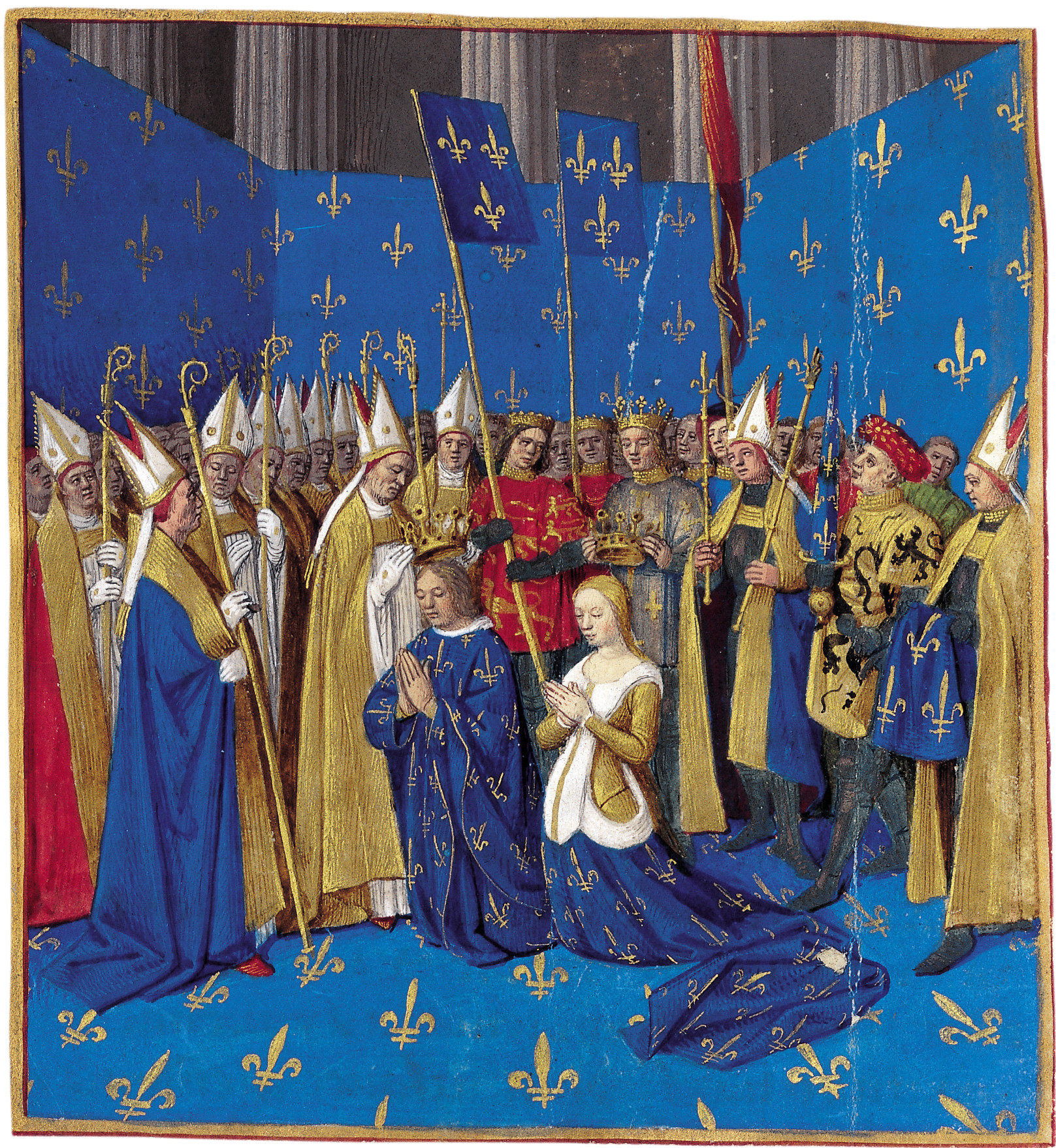
Korunovace Ludvíka VIII. a Blanky Kastilské (1223)

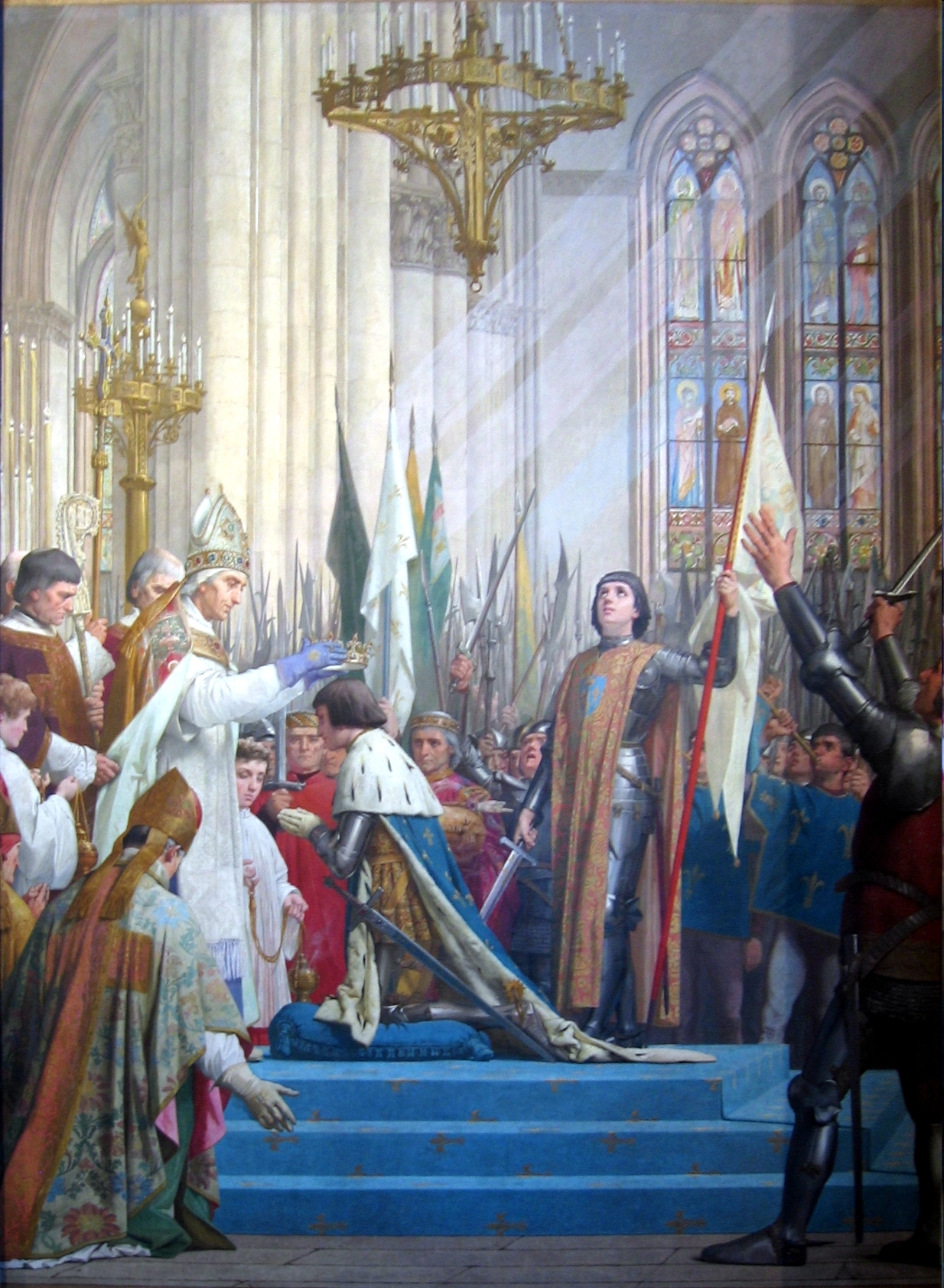
Korunovace Karla VII. (1429)

Korunovace francouzských panovníků (francouzsky: Sacre des rois de France) byl náboženský akt, při kterém byl pomazán svatým olejem, posvěcen a korunován král Francie. Kvůli křesťansky-posvátné podstatě obřadu je přesnější mluvit o konsekraci (francouzsky: Sacre), jelikož samotné pomazání krále, nikoliv nasazení koruny na jeho hlavu, bylo vrcholem celého obřadu. Konsekratorem francouzských králů byl arcibiskup remešský z pozice primase francouzského. Ten mohl korunovaci provést ve kterémkoliv chrámu své církevní provincie, ale po roce 987 byla až na výjimky tradičním místem korunovací katedrála Notre-Dame v Remeši (sídelní kostel arcibiskupa). V případě neobsazení úřadu (tzv. sedisvakance) remešského arcibiskupa vykonával korunovační obřad zprvu arcibiskup ze Sens, později pak biskup ze Soissons. Většina korunovací se konala v neděli.
Během vlády prvních kapetovských králů, kdy ještě nebylo pravidlo nástupu nejstaršího syna tak zavedené, docházelo ke korunovaci budoucího krále ještě za života předchozího krále (podobně jako v Uherském království). Posledním takto korunovaným králem byl Filip II. v roce 1179. Později se nástupník stával novým francouzským králem již před korunovací po smrti předchozího krále, což bylo stvrzováno frází Král je mrtev, ať žije král při pohřbu v bazilice Saint-Denis.
Francouzské královny (manželky králů) byly korunovány společně s manželi v Remeši nebo samostatně v opatství Saint-Denis. První korunovanou královnou byla roku 923 Ema, manželka krále Rudolfa. Za vlády Bourbonů bylo od korunovace královen upuštěno, a tak byla poslední korunovanou královnou Marie Medicejská, druhá manželka Jindřicha IV., která byla korunována v roce 1610.
Poslední z královských korunovací proběhla 29. května 1825, kdy byl v katedrále v Remeši korunován Karel X.
Jediná francouzská císařská korunovace se uskutečnila 2. prosince 1804, kdy se v pařížské katedrále Notre-Dame za přítomnosti papeže sám korunovat Napoleon I. Napoleon poté sám korunoval svou ženu Josefínu.

## Náležitosti korunovace

### Místo konání korunovace

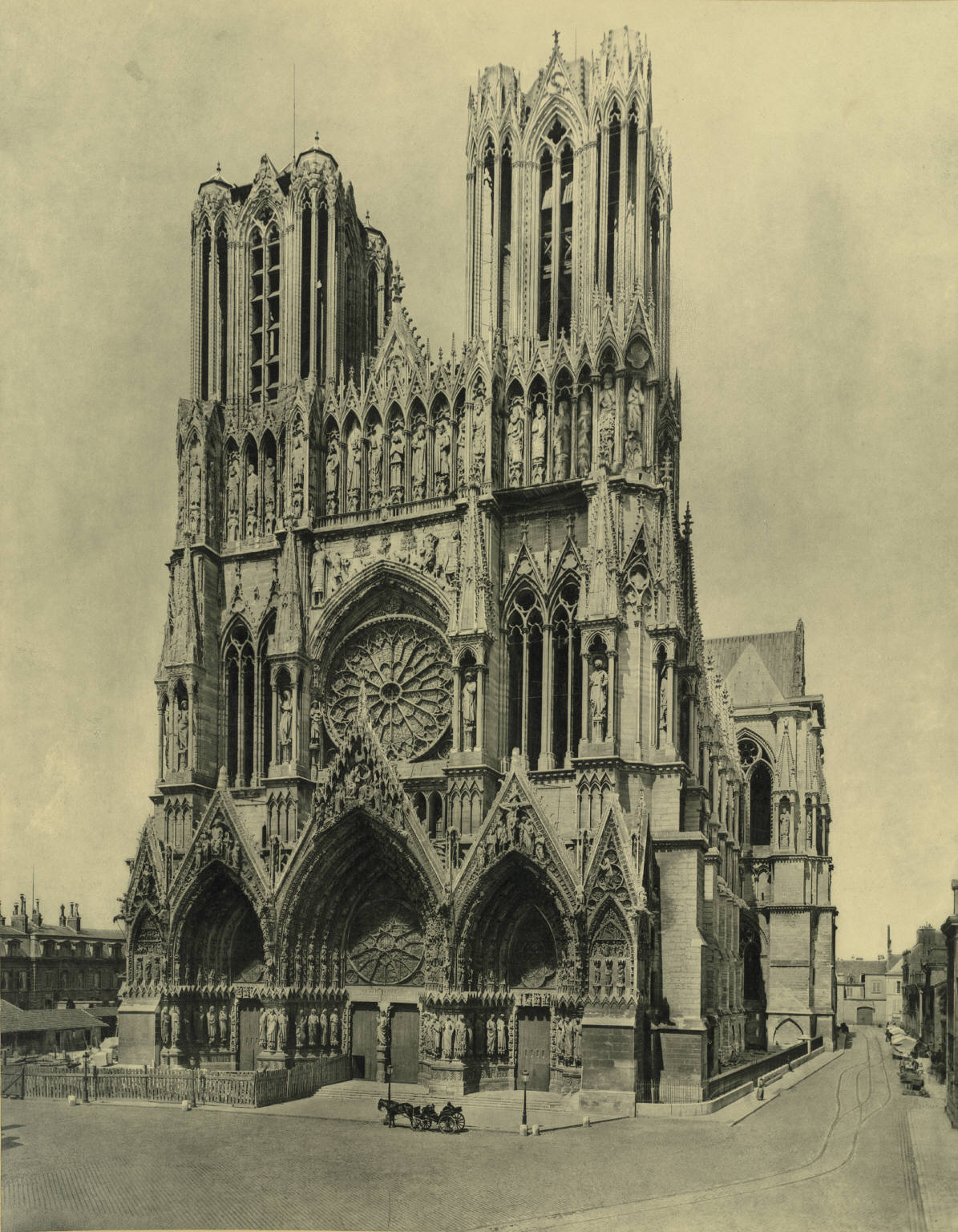
Remešská katedrála na fotografii z konce 19. století

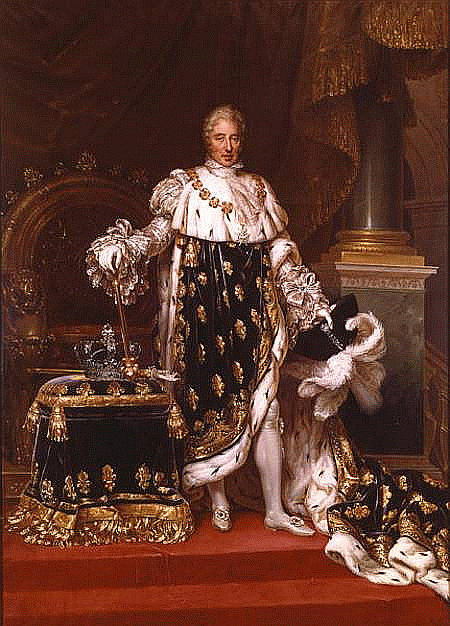
Karel X. poslední francouzský korunovaný král (1825)

Tradičním místem korunovace byla po roce 987 Katedrála Notre Dame v Remeši, kde byli korunováni všichni králové kromě:
- Hugo Kapeta – korunován v Noyonu
- Roberta II. – korunován v Orléans
- Ludvíka VI. – korunován v Orléans
- Jana I. – nebyl korunován, zemřel jako dítě
- Jindřicha IV. – korunován v Chartes
- Ludvíka XVIII. – nebyl korunován
- Ludvík Filip Orleánský – nebyl korunován

### Osoby zapojené do korunovace
- Arcibiskup remešský – pomazává a korunuje krále
- Biskup z Laonu – nese ampuly se svatým olejem
- Biskup z Langres – nese královské žezlo
- Biskup z Beauvais – nese královskou standartu a znak
- Biskup z Chalons – nese korunovační prsten
- Biskup z Noyonu – nese opasek

- Vévoda burgundský – nese královskou korunu
- Vévoda normandský – nese první praporec
- Vévoda akvitánský – neboli guyenneský, nese druhý praporec
- Hrabě z Toulouse – nese královské ostruhy
- Hrabě flanderský – nese královský meč
- Hrabě z Champagne – nese válečný prapor

## Seznam královských korunovací
| Status     | Panovník                                   | Datum              | Místo                                           | Konsekrator                                                     |
| ---------- | ------------------------------------------ | ------------------ | ----------------------------------------------- | --------------------------------------------------------------- |
| Král       | Ludvík I. Pobožný                          | 816                | Remeš                                           | papež Štěpán IV.                                                |
| Král       | Karel II.                                  | 6. června 848      | Katedrála svatého Kříže, Orléans                | Wenilon arcibiskup v Sens                                       |
| Král       | Ludvík II.                                 | 8. prosince 877    | Opatství Saint-Corneille, Compiègne             | Hincmar arcibiskup remešský                                     |
| Král       | Ludvík III.                                | září 879           | Kostel sv. Petra a Pavla, Ferrières-en-Gâtinais | Ansegise arcibiskup v Sens                                      |
| Král       | Karloman II.                               | září 879           | Kostel sv. Petra a Pavla, Ferrières-en-Gâtinais | Ansegise arcibiskup v Sens                                      |
| Král       | Odo I.                                     | 29. února 888      | Opatství Saint-Corneille, Compiègne             | Gautier arcibiskup v Sens                                       |
| Král       | Karel III.                                 | 28. ledna 893      | Opatství Saint-Remi, Remeš                      | Foulques arcibiskup remešský                                    |
| Král       | Robert I.                                  | 30. června 922     | Katedrála Notre Dame, Remeš                     | Gautier arcibiskup v Sens                                       |
| Král       | Rudolf Burgundský                          | 13. července 923   | Opatství Saint-Médard, Soissons                 | Gautier arcibiskup v Sens                                       |
| Královna   | Ema Francouzská manželka Rudolfa           | 923                | Katedrála Notre Dame, Remeš                     | Seulf arcibiskup remešský                                       |
| Král       | Ludvík IV.                                 | 19. června 936     | Katedrála Notre-Dame, Laon                      | Artaud arcibiskup remešský                                      |
| Král       | Lothar I.                                  | 12. listopadu 954  | Opatství Saint-Remi, Remeš                      | Artaud arcibiskup remešský                                      |
| Král       | Ludvík V.                                  | 8. června 979      | Opatství Saint-Corneille, Compiègne             | Adalbero z Remeše arcibiskup remešský                           |
| Král       | Hugo Kapet                                 | 3. července 987    | Katedrála Notre-Dame, Noyon                     | Adalbero z Remeše arcibiskup remešský                           |
| Král       | Robert II. za vlády otce                   | 25. prosince 987   | Katedrála svatého Kříže, Orléans                | Adalbero z Remeše arcibiskup remešský                           |
| Král       | Hugo za vlády otce                         | 9. června 1017     | Opatství Saint-Corneille, Compiègne             | Arnulf arcibiskup remešský                                      |
| Král       | Jindřich I. za vlády otce                  | 14. května 1027    | Katedrála Notre Dame, Remeš                     | Ebles arcibiskup remešský                                       |
| Královna   | Anna Kyjevská manželka Jindřicha I.        | 19. května 1051    | Katedrála Notre Dame, Remeš                     | Guido ze Châtillon arcibiskup remešský                          |
| Král       | Filip I. za vlády otce                     | 23. května 1059    | Katedrála Notre Dame, Remeš                     | Gervais de Bellesme arcibiskup remešský                         |
| Král       | Ludvík VI.                                 | 2. srpna 1108      | Katedrála svatého Kříže, Orléans                | Daimbert arcibiskup v Sens                                      |
| Královna   | Adéla Savojská manželka Ludvíka VI.        | 1115               | Katedrála Notre Dame, Paříž                     | Daimbert arcibiskup v Sens                                      |
| Král       | Filip za vlády otce                        | 14. dubna 1129     | Katedrála Notre Dame, Remeš                     | Raymond de Martigné arcibiskup remešský                         |
| Král       | Ludvík VII. za vlády otce                  | 25. října 1131     | Katedrála Notre Dame, Remeš                     | papež Inocenc II.                                               |
| Královna   | Eleonora Akvitánská manželka Ludvíka VII.  | 25. prosince 1137  | Katedrála svatého Štěpána, Bourges              |                                                                 |
| Královna   | Konstancie Kastilská manželka Ludvíka VII. | 1154               | Katedrála svatého Kříže, Orléans                | Manassès de Garlande biskup orléanský                           |
| Královna   | Adéla ze Champagne manželka Ludvíka VII.   | 13. listopadu 1160 | Katedrála Notre Dame, Paříž                     | Hugues de Toucy arcibiskup v Sens                               |
| Král       | Filip II. za vlády otce                    | 1. listopadu 1179  | Katedrála Notre Dame, Remeš                     | Guillaume de Champagne arcibiskup remešský                      |
| Královna   | Isabela Henegavská manželka Filipa II.     | 29. května 1180    | Bazilika Saint-Denis                            | Guy de Noyers arcibiskup v Sens                                 |
| Královna   | Ingeborg Dánská manželka Filipa II.        | 15. srpna 1193     | Katedrála Notre-Dame, Amiens                    |                                                                 |
| Král       | Ludvík VIII.                               | 6. srpen 1223      | Katedrála Notre Dame, Remeš                     | Guillaume de Joinville arcibiskup remešský                      |
| Královna   | Blanka Kastilská manželka Ludvíka VIII.    | 6. srpna 1223      | Katedrála Notre Dame, Remeš                     | Guillaume de Joinville arcibiskup remešský                      |
| Král       | Ludvík IX.                                 | 29. listopad 1226  | Katedrála Notre Dame, Remeš                     | Jacques de Bazoches biskup ze Soissons (remešská sedisvakance)  |
| Královna   | Markéta Provensálská manželka Ludvíka IX.  | 28. května 1234    | Katedrála svatého Štěpána, Sens                 |                                                                 |
| Král       | Filip III.                                 | 30. srpna 1271     | Katedrála Notre Dame, Remeš                     | Milon de Bazoches biskup ze Soissons (remešská sedisvakance)    |
| Královna   | Marie Brabantská manželka Filipa III.      | 24. června 1275    | Sainte-Chapelle, Paříž                          | Pierre Barbet arcibiskup remešský                               |
| Král       | Filip IV.                                  | 6. ledna 1286      | Katedrála Notre Dame, Remeš                     | Pierre Barbet arcibiskup remešský                               |
| Královna   | Jana I. Navarrská manželka Filipa IV.      | 6. ledna 1286      | Katedrála Notre Dame, Remeš                     | Pierre Barbet arcibiskup remešský                               |
| Král       | Ludvík X.                                  | 24. srpna 1315     | Katedrála Notre Dame, Remeš                     | Robert z Courtenay arcibiskup remešský                          |
| Královna   | Klemencie Uherská manželka Ludvíka X.      | 24. srpna 1315     | Katedrála Notre Dame, Remeš                     | Robert z Courtenay arcibiskup remešský                          |
| Král       | Filip V.                                   | 6. ledna 1317      | Katedrála Notre Dame, Remeš                     | Robert z Courtenay arcibiskup remešský                          |
| Královna   | Johana II. Burgundská manželka Filipa V.   | 6. ledna 1317      | Katedrála Notre Dame, Remeš                     | Robert z Courtenay arcibiskup remešský                          |
| Král       | Karel IV.                                  | 21. února 1322     | Katedrála Notre Dame, Remeš                     | Robert z Courtenay arcibiskup remešský                          |
| Královna   | Marie Lucemburská manželka Karla IV.       | 15. května 1323    | Sainte-Chapelle, Paříž                          |                                                                 |
| Královna   | Jana z Évreux manželka Karla IV.           | 11. května 1326    | Sainte-Chapelle, Paříž                          |                                                                 |
| Král       | Filip VI.                                  | 29. května 1328    | Katedrála Notre Dame, Remeš                     | Guillaume de Trie arcibiskup remešský                           |
| Královna   | Jana Burgundská jako manželka Filipa VI.   | 29. května 1328    | Katedrála Notre Dame, Remeš                     | Guillaume de Trie arcibiskup remešský                           |
| Král       | Jan II.                                    | 26. září 1350      | Katedrála Notre Dame, Remeš                     | Jean de Vienne arcibiskup remešský                              |
| Královna   | Jana z Auvergne manželka Jana II.          | 26. září 1350      | Katedrála Notre Dame, Remeš                     | Jean de Vienne arcibiskup remešský                              |
| Král       | Karel V.                                   | 19. května 1364    | Katedrála Notre Dame, Remeš                     | Jean de Craon arcibiskup remešský                               |
| Královna   | Johana Bourbonská manželka Karla V.        | 19. května 1364    | Katedrála Notre Dame, Remeš                     | Jean de Craon arcibiskup remešský                               |
| Král       | Karel VI.                                  | 4. listopad 1380   | Katedrála Notre Dame, Remeš                     | Richard Picque arcibiskup remešský                              |
| Královna   | Isabela Bavorská manželka Karla VI.        | 23. srpna 1389     | Sainte-Chapelle, Paříž                          |                                                                 |
| Král       | Karel VII.                                 | 17. července 1429  | Katedrála Notre Dame, Remeš                     | Renaud de Chartres arcibiskup remešský                          |
| Proti-král | Jindřich VI. Anglický                      | 16. prosince 1431  | Katedrále Notre Dame, Paříž                     | kardinál Jindřich z Beaufortu biskup z Winchesteru              |
| Král       | Ludvík XI.                                 | 15. srpna 1461     | Katedrála Notre Dame, Remeš                     | Jean Jouvenel des Ursins arcibiskup remešský                    |
| Král       | Karel VIII.                                | 30. května 1484    | Katedrála Notre Dame, Remeš                     | Pierre de Laval arcibiskup remešský                             |
| Královna   | Anna Bretaňská jako manželka Karla VIII.   | 8. února 1492      | Bazilika Saint-Denis                            | André d'Espinay arcibiskup z Bordeaux                           |
| Král       | Ludvík XII.                                | 27. května 1498    | Katedrála Notre Dame, Remeš                     | Guillaume Briçonnet arcibiskup remešský                         |
| Královna   | Anna Bretaňská jako manželka Ludvíka XII.  | 18. listopadu 1504 | Bazilika Saint-Denis                            | Georges d'Amboise arcibiskup z Rouenu                           |
| Královna   | Marie Tudorovna manželka Ludvíka XII.      | 5. listopadu 1514  | Bazilika Saint-Denis                            | Guillaume Briçonnet arcibiskup remešský                         |
| Král       | František I.                               | 25. ledna 1515     | Katedrála Notre Dame, Remeš                     | Robert de Lenoncourt arcibiskup remešský                        |
| Královna   | Klaudie Francouzská manželka Františka I.  | 10. května 1517    | Bazilika Saint-Denis                            |                                                                 |
| Královna   | Eleonora Habsburská manželka Františka I.  | 5. března 1531     | Bazilika Saint-Denis                            |                                                                 |
| Král       | Jindřich II.                               | 26. července 1547  | Katedrála Notre Dame, Remeš                     | Karel Lotrinský z Guise arcibiskup remešský                     |
| Královna   | Kateřina Medicejská manželka Jindřicha II. | 10. června 1549    | Bazilika Saint-Denis                            | Karel Lotrinský z Guise arcibiskup remešský                     |
| Král       | František II.                              | 17. září 1559      | Katedrála Notre Dame, Remeš                     | Karel Lotrinský z Guise arcibiskup remešský                     |
| Král       | Karel IX.                                  | 15. května 1561    | Katedrála Notre Dame, Remeš                     | Karel Lotrinský z Guise arcibiskup remešský                     |
| Královna   | Alžběta Habsburska manželka Karla IX.      | 25. března 1571    | Bazilika Saint-Denis                            | Karel Lotrinský z Guise arcibiskup remešský                     |
| Král       | Jindřich III.                              | 13. února 1575     | Katedrála Notre Dame, Remeš                     | Louis de Lorraine arcibiskup métský (remešská sedisvakance)     |
| Král       | Jindřich IV.                               | 27. února 1594     | Katedrála Notre Dame, Chartres                  | Nicolas de Thou arcibiskup z Chartres                           |
| Královna   | Marie Medicejská manželka Jindřicha IV.    | 13. května 1610    | Bazilika Saint-Denis                            |                                                                 |
| Král       | Ludvík XIII.                               | 17. října 1610     | Katedrála Notre Dame, Remeš                     | François de Joyeuse arcibiskup z Rouenu (remešská sedisvakance) |
| Král       | Ludvík XIV.                                | 7. června 1654     | Katedrála Notre Dame, Remeš                     | Simon Le Gras biskup ze Soissons (remešská sedisvakance)        |
| Král       | Ludvík XV.                                 | 25. října 1722     | Katedrála Notre Dame, Remeš                     | Armand-Jules de Rohan-Guéméné arcibiskup remešský               |
| Král       | Ludvík XVI.                                | 11. června 1775    | Katedrála Notre Dame, Remeš                     | Charles-Antoine de La Roche-Aymon arcibiskup remešský           |
| Král       | Karel X.                                   | 29. května 1825    | Katedrála Notre Dame, Remeš                     | Jean-Baptiste de Latil arcibiskup remešský                      |

## Galerie

Napoleonova císařská korunovace (1804)
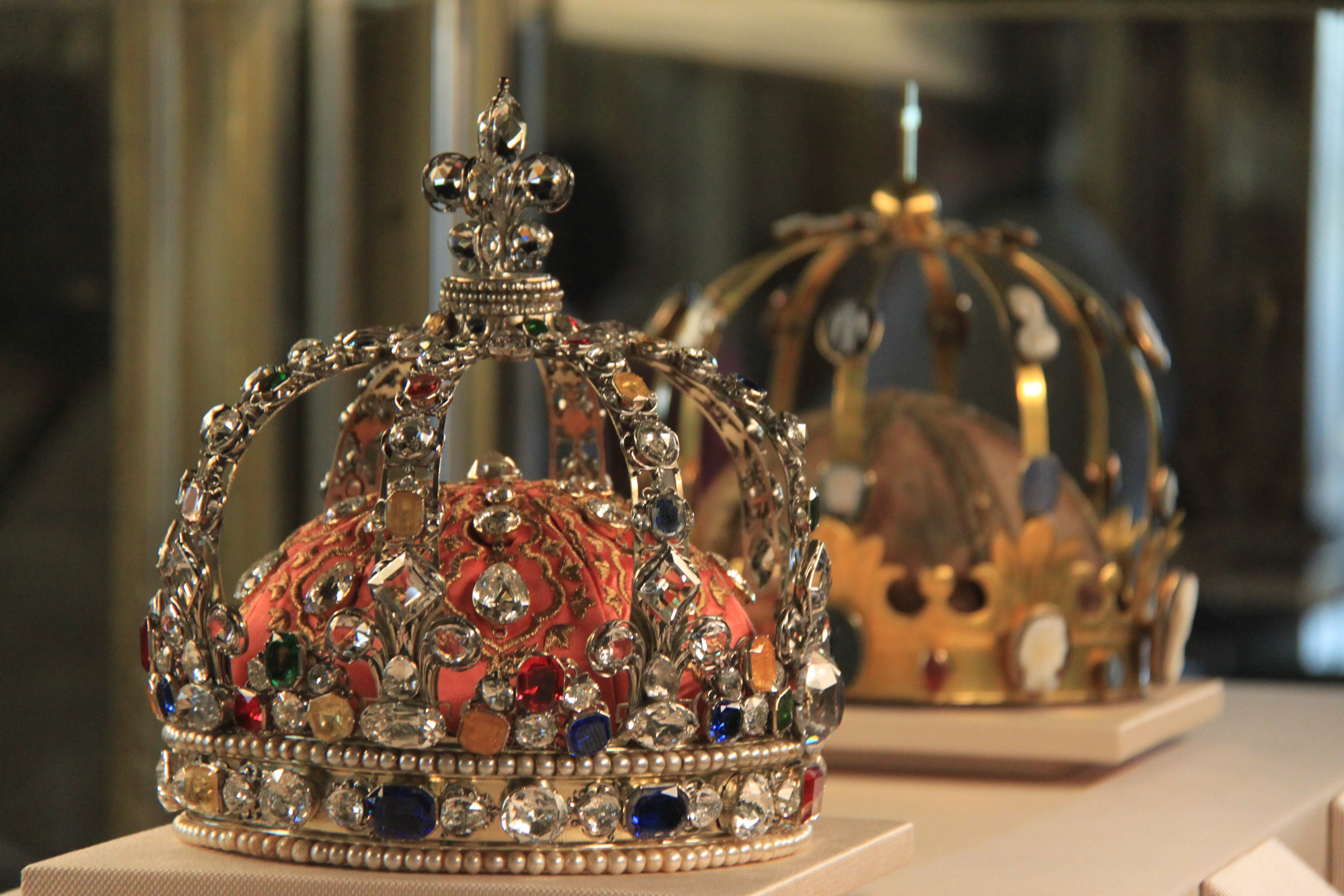
Koruna Ludvíka XV. a Napoleonova koruna (v pozadí)
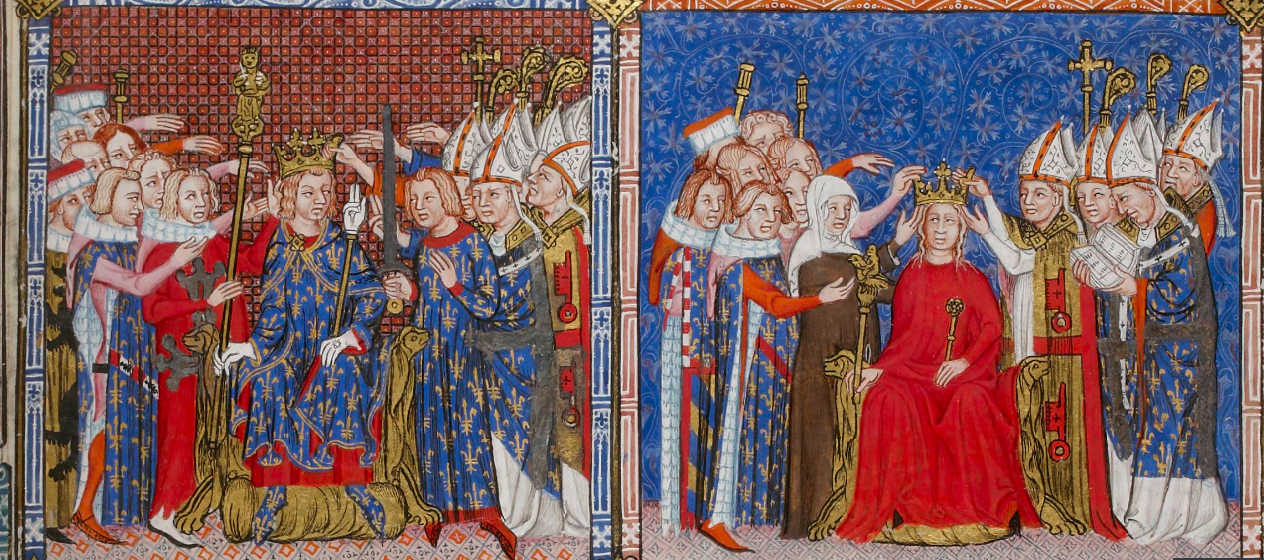
Korunovace Karla V. a Johany Bourbonské (1364)